# David Kimhi
David Kimhi (Hebreu: דוד קמחי, também Kimchi ou Qimchi) (1160–1235), e também conhecido pelo acrónimo RaDaK (em hebreu רד"ק), foi um rabino filósofo, da idade média, comentador da bíblia hebraica.